# Toro Rosso STR7
La Toro Rosso STR7 è un'automobile monoposto sportiva di Formula 1 costruita dalla Toro Rosso, per partecipare al Campionato mondiale di Formula 1 2012.
La vettura è stata presentata il 6 febbraio 2012 a Jerez in Spagna.
La vettura è stata progettata da Luca Furbatto sotto la direzione tecnica di Giorgio Ascanelli. Nicolo' Petrucci ha seguito lo sviluppo aerodinamico e il conceptto del doppio fondo. La STR7 è la settima monoposto creata dalla scuderia di Faenza, è motorizzata Ferrari e nel 2012 è stata guidata dall'italo-australiano Daniel Ricciardo (che ha corso nel 2011 la seconda parte della stagione con l'HRT), col numero 16, e dal francese Jean-Éric Vergne, col numero 17; inoltre è stato designato come terzo pilota l'italo-svizzero Sébastien Buemi, che nelle due stagioni precedenti era pilota titolare.

## Livrea e sponsor
La livrea è la stessa del precedente campionato: la classica colorazione rosso e blu. Nel cofano motore spicca il simbolo del top sponsor, Red Bull, un toro di colore rosso, in generale la scritta della multinazionale austriaca campeggia ovunque all'interno della carrozzeria.
Sull'ala posteriore si trova, invece, lo sponsor Cepsa.

## Sviluppo
Riprendendo una caratteristica della vettura dell'anno precedente, rispetto alla quale è stato compiuto un lavoro di miniaturizzazione delle masse radianti, le fiancate sono leggermente sollevate dal fondo della vettura, in modo da creare una sorta di doppio fondo. I radiatori dell'olio sono stati posizionati nella parte posteriore della vettura.
In ottemperanza al regolamento entrato in vigore ad inizio stagione 2012 il musetto è stato abbassato rispetto alla vettura 2011, raccordandolo alla zona posteriore con uno scalino, caratterizzato da due profili laterali che seguono la linea dell'abitacolo per scendere bruscamente all'anteriore e da una parte centrale con pendenza più dolce.
La trasmissione è stata realizzata con una scatola più lunga e stretta, in alluminio e carbonio, in modo da poter utilizzare quegli assetti puntati verso l'anteriore che nel 2011 hanno permesso di ottimizzare la resa aerodinamica.
Da meta' stagione in poi debutta lo scarico soffiato a coanda che pero' mal si adatta al profilo sospeso delle pance sollevate della vettura faentina.

## Piloti
| Piloti ufficiali     | Piloti ufficiali | Piloti ufficiali |
| Nazione              | Nome             | Numero           |
| -------------------- | ---------------- | ---------------- |
| Australia (bandiera) | Daniel Ricciardo | 16               |
| Francia (bandiera)   | Jean-Éric Vergne | 17               |
| Piloti di riserva    |                  |                  |
| Nazione              | Nome             | Nome             |
| Svizzera (bandiera)  | Sébastien Buemi  | Sébastien Buemi  |

## Stagione 2012

### Campionato
Il 2012 inizia bene con un nono posto da parte di Ricciardo in Australia, subito migliorato da Vergne in Malesia (8°). Seguono poi piazzamenti al di fuori della zona punti con Vergne che precede Ricciardo in 4 delle prime 5 gare. In Bahrain Ricciardo riesce ad effettuare la sua miglior qualifica in carriera con il 6º tempo riuscendo a precedere le Ferrari di Alonso e Massa, ma in gara chiuderà nelle retrovie (15°).
A Montecarlo Vergne si ritrovò al 7º posto dopo una buona strategia della scuderia di Faenza ma la seguente strategia si rivelerà errata, infatti giungerà fuori dalla zona punti (12°). Nel Gran Premio del Belgio dopo 9 gare la scuderia ritorna a fare punti sia con Vergne che con Ricciardo che arrivano rispettivamente 8° e 9°.
Nei gran premi di Singapore e Giappone la scuderia italiana riesce a cogliere 3 punti (conquistati tutti con Ricciardo), mentre nel Gran Premio di Corea sia Vergne che Ricciardo vanno a punti, giungendo rispettivamente 8° e 9°,precedendo la McLaren di Lewis Hamilton.
Le gare successive in India, Abu Dhabi, Stati Uniti e Brasile le Toro Rosso vanno a punti solo due volte con Ricciardo ad Abu Dhabi (10°) e con Vergne in Brasile (8°). La scuderia termina la stagione 2012 al 9º posto in classifica costruttori con 26 punti, davanti alle sole Caterham, Marussia e HRT che di punti ne hanno totalizzati 0.

## Risultati in Formula 1
| Anno | Team                | Motore             | Gomme | Piloti    |    |    |    |    |    |     |    |     |    |    |    |   |     |     |    |   |    |    |     |    | Punti | Pos. |
| ---- | ------------------- | ------------------ | ----- | --------- | -- | -- | -- | -- | -- | --- | -- | --- | -- | -- | -- | - | --- | --- | -- | - | -- | -- | --- | -- | ----- | ---- |
| 2012 | Scuderia Toro Rosso | Ferrari 056 2.4 V8 | P     | Ricciardo | 9  | 12 | 17 | 15 | 13 | Rit | 14 | 11  | 13 | 13 | 15 | 9 | 12  | 9   | 10 | 9 | 13 | 10 | 12  | 13 | 26    | 9º   |
| 2012 | Scuderia Toro Rosso | Ferrari 056 2.4 V8 | P     | Vergne    | 11 | 8  | 16 | 14 | 12 | 12  | 15 | Rit | 14 | 14 | 16 | 8 | Rit | Rit | 13 | 8 | 15 | 12 | Rit | 8  | 26    | 9º   |

| Legenda | 1º posto     | 2º posto | 3º posto    | A punti         | Senza punti/Non class.  | Grassetto – Pole position Corsivo – Giro più veloce |
| Legenda | Squalificato | Ritirato | Non partito | Non qualificato | Solo prove/Terzo pilota | Grassetto – Pole position Corsivo – Giro più veloce |